# Transferência de calor convectiva
Ver também: Transferência de calor e convecção

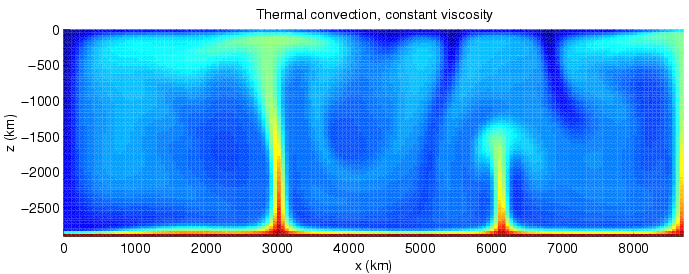
Esta figura mostra um cálculo para a convecção térmica. Cores mais próximas do vermelho são áreas quentes e cores que se aproximem do azul são áreas frios. Nesta figura, uma camada limite quente, menos densa produz nuvens (plumas) de baixo para cima enviando material quente e, também, material frio se move de cima para baixo. Esta figura é produzida a partir de um modelo de convecção no manto terrestre.

Transferência de calor convectiva ou transferência de calor por convecção, frequentemente referida como convecção, é a transferência de calor de um local para outro pelo movimento de fluidos. A presença de movimento de volumes do fluido aumenta a transferência de calor entre a superfície sólida e o fluido. Convecção é normalmente a forma dominante de transferência de calor em líquidos e gases. Embora muitas vezes discutida como um terceiro método de transferência de calor, transferência de calor convectiva realmente descreve os efeitos combinados de condução de calor e fluxo fluido.
O termo convecção, em geral, refere-se a qualquer movimento de fluido. Em transferência de calor convectiva, a transferência de entalpia ocorre pelo movimento de porções quentes ou frias do fluido juntamente com transferência de calor por condução. Normalmente um aumento da temperatura produz uma redução na densidade. Portanto, quando a água é aquecida, por exemplo em um fogão, a água quente proveniente do fundo da panela aumenta, deslocando o líquido mais frio e mais denso que desce. A mistura e condução resultante, finalmente, numa densidade e até mesmo a temperatura quase homogênea.

## Visão global

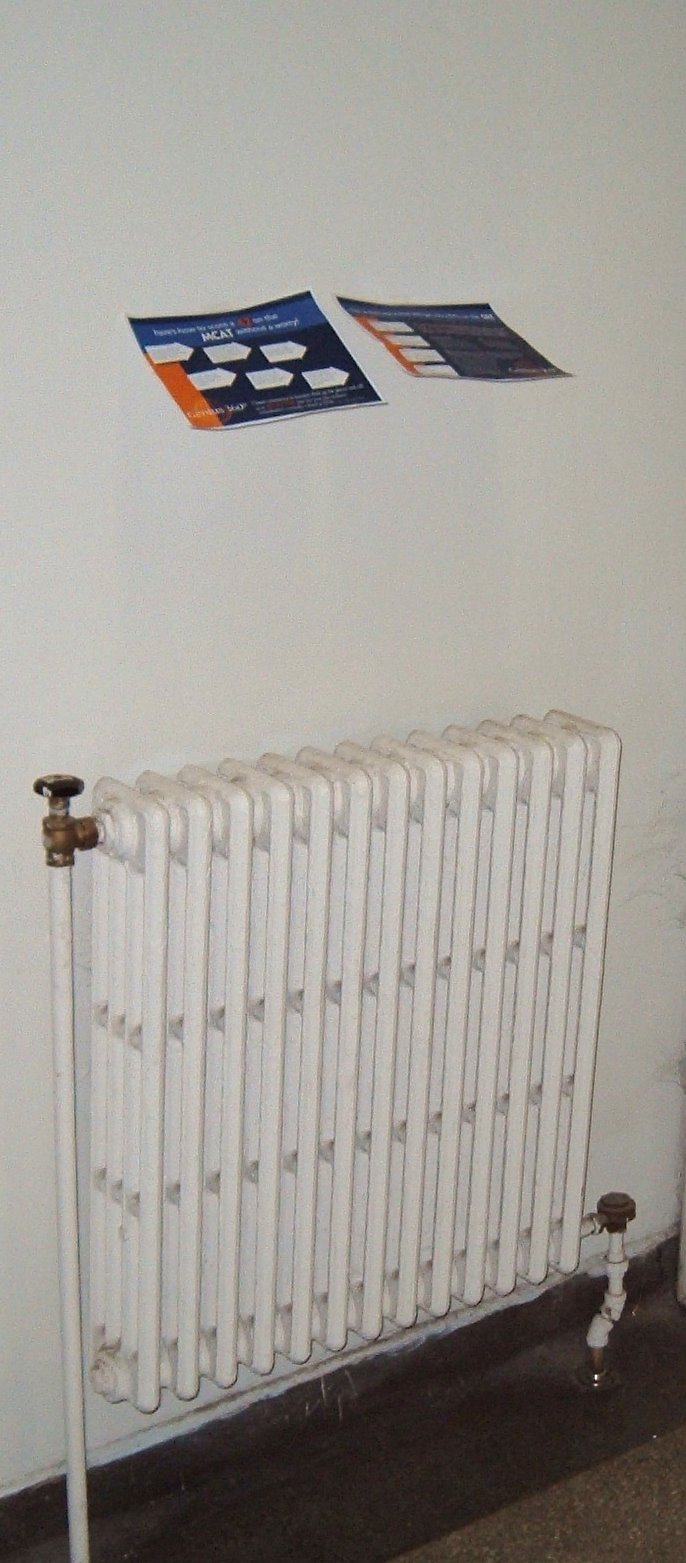
Papéis flutuando sobre o ascendente ar em convecção de um radiador quente.

Convecção, no sentido estrito de transferência de calor, é a transferência de energia térmica de um lugar para outro pelo movimento de fluidos (seus fluxos). A presença de movimento de massa (volume) do fluido aumenta a transferência térmica entre a superfície sólida e o fluido. Convecção é normalmente a forma dominante de transferência de calor em líquidos e gases, exatamente pela mobilidade destes. Embora frequentemente discuta-se como sendo a convecção uma terceira método de transferência de calor, convecção verdadeiramente descreve os efeitos combinados, tratando-se portanto de um processo conjunto, da condução entre as superfícies sólidas e os fluidos em contato com estas, e o fluxo dos fluidos, incluindo condução nos próprios fluidos.
Existe, dois tipos de transferência de calor convectiva:
- Convecção livre ou natural: quando o movimento do fluido é causado por forças de flutuação que resultam das variações de densidade devido a variações de temperatura no fluido. Na ausência de uma fonte externa, quando a massa do líquido está em contato com uma superfície quente, suas moléculas separam-se dispersam-se, fazendo com que a massa de fluido se torne menos densa. Quando isso acontece, o fluido é deslocado vertical ou horizontalmente, enquanto o fluido mais frio se torna mais denso que o fluido aquecido e afunda. Assim, o volume mais quente transfere calor para o volume mais frio deste fluido.[2] Exemplos familiares são o fluxo ascendente de ar devido a um incêndio ou um objeto quente e a circulação de água em uma panela que é aquecida por baixo.

- Convecção forçada: quando o líquido é forçado a fluir sobre a superfície por fonte externa de energia, como ventiladores, agitadores e bombas, criando uma corrente de convecção induzidas artificialmente.[3]

Fluxo interno e externo podem também classificar convecção. Fluxo interno ocorre quando o fluido é delimitado por uma fronteira sólida, como o fluxo através de um tubo. Um fluxo externo ocorre quando o fluido se estende indefinidamente, sem encontrar uma superfície sólida (um exemplo seria um corpo quente, como a parede de um barco próximo a seu motor, imerso numa grande massa de água, como um rio. Ambas as convecções, natural ou forçada, podem ser interna ou externa, porque tais processos são independentes uns dos outros.
Como um exemplo claro de que convecções natural e forçada são independentes de serem interna e externa, pode-se imaginar um trocador de calor na indústria, onde um fluido quente passa pelos tubos, e um fluido frio passe pelo casco. Neste caso, ambas as convecções são forçadas, sendo a do tubo interna, e a do casco, em relação ao tubo, externa (desprezamos aqui que há troca térmica com o ambiente externo ao trocador). Ao se interromper o fluxo de fluido dos tubos, a convecção interna dos tubos passará a ser natural, havendo troca apenas entre a parede e o seio (interior) do fluido neles contidos, já sem movimento ao longo do comprimento do tubo. Ao se retornar o fluxo dos tubos, mas se interromper o fluxo no casco, a situação se inverte: a convecção interna dos tubos volta a ser forçada e a externa aos tubos, no casco, agora passa a ser natural. A parede dos tubos, em ambos os casos, é apenas uma interface condutiva das duas convecções, as mantendo processos convectivos estanques e independentes.
A temperatura média de mistura do fluido (em língua inglesa normalmente referida como bulk temperature), ou a temperatura média do fluido, é um ponto de referência conveniente para avaliar as propriedades relacionadas com a transferência de calor convectivo, particularmente em aplicações relacionadas ao fluxo em tubos e dutos.
Para uma experiência visual de convecção natural, um copo cheio de água quente cheia de corante alimentício vermelho pode ser colocado dentro de um aquário com água fria e clara. As correntes de convecção do líquido vermelho será visto em ascensão e queda também, então, eventualmente, encerrando-se, ilustrando o processo como gradientes de calor são dissipados.

## Equações (lei do resfriamento de Newton)
A convecção térmica é descrita pela lei do resfriamento de Newton, a qual estabelece que a taxa de perda de calor de um corpo é proporcional à diferença nas temperaturas entre o corpo e seus arredores. A taxa de transferência de calor convectiva é dada na forma da equação diferencial:
{\displaystyle {\frac {dQ}{dt}}={\dot {Q}}=h\cdot A(T_{\text{env}}-T(t))=-h\cdot A\Delta T(t)\quad }
onde
- {\displaystyle Q} é a energia térmica em joules
- {\displaystyle h} é o coeficiente de transferência térmica
- {\displaystyle A} é a área de superfície pela qual o calor está sendo transferido
- {\displaystyle T} é a temperatura da superfície do objeto e interior (uma vez que estas são consideradas como tendo o mesmo valor nesta aproximação)
- {\displaystyle T_{\text{env}}} é a temperatura do ambiente; i.e. a temperatura adequadamente distante da superfície
- {\displaystyle \Delta T(t)=T(t)-T_{\text{env}}} é o gradiente térmico dependente do tempo entre o ambiente e o objeto.

O coeficiente de transferência térmica depende das propriedades físicas do fluido, tais como temperatura e da situação física em que ocorre convecção. 
Portanto, o coeficiente de transferência de calor deve ser derivado ou encontrado experimentalmente para cada sistema analisado. Fórmulas e correlações estão disponíveis em muitas referências ao cálculo dos coeficientes de transferência de calor para configurações e fluidos típicos. Para fluxo laminar, o coeficiente de transferência térmica é bastante reduzido quando comparado com os fluxos turbulentos; isto é devido aos fluxos turbulentos com uma camada de película fina de fluido estagnada, sem a mobilidade necessária para a convecção, na superfície de transferência de calor.
Em algumas circunstâncias, esta forma da lei pode não ser muito precisos, a formulação exata pode exigir uma análise baseada na equação de transferência de calor (transiente) em um meio não homogêneo, ou mal condutor.
Um análogo para gradientes contínuos é a lei de Fourier.